# Auchy-lez-Orchies
Auchy-lez-Orchies is een gemeente in het Franse Noorderdepartement (Frans: département du Nord). De gemeente telde 1.542 inwoners op 1 januari 2022.

## Bezienswaardigheden
- De Sint-Berthakerk (Église Sainte-Berthe) is een neogotisch kerkgebouw van 1851.
- Op het kerkhof van Auchy-lez-Orchies bevinden zich 8 Britse oorlogsgraven uit de Eerste Wereldoorlog.

## Natuur en landschap
In deze plaats bevindt zich een kasseistrook die is opgenomen in de wielerwedstrijd Parijs-Roubaix. De hoogte aan de kerk bedraagt 51 meter.

## Geografie
De oppervlakte van Auchy-lez-Orchies bedroeg op 1 januari 2022 7,79 vierkante kilometer; de bevolkingsdichtheid was toen 197,9 inwoners per km².

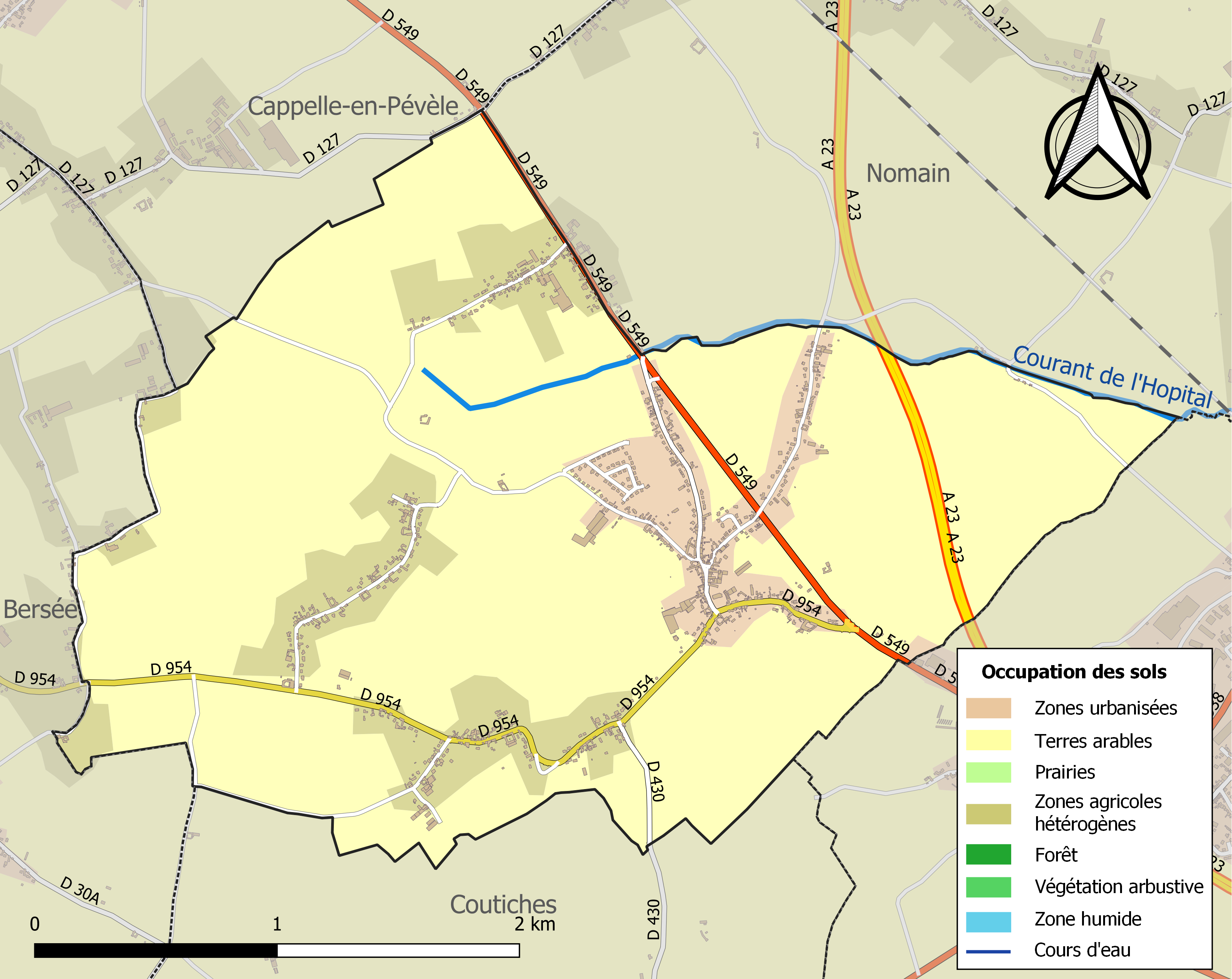
Kaart van de gemeente met belangrijkste infrastructuur, bodemgebruik en omliggende gemeenten

## Demografie
Onderstaande figuur toont het verloop van het inwonertal (bron: INSEE-tellingen).

## Verkeer en vervoer
Door het noordoosten van de gemeente loopt de autosnelweg A23.

## Sport
In de gemeente ligt een deel van de secteur pavé d'Auchy-lez-Orchies à Bersée, een kasseistrook uit de wielerklassieker Parijs-Roubaix.

## Nabijgelegen kernen
Bersée, Cappelle-en-Pévèle, Coutiches, Orchies
Aix-en-Pévèle · Anhiers · Auby · Auchy-lez-Orchies · Beuvry-la-Forêt · Bouvignies · Coutiches · Faumont · Flines-lez-Raches · Landas · Nomain · Orchies · Râches · Raimbeaucourt · Roost-Warendin · Saméon